# 胡守恒
胡守恒（？—1642年），南直隸廬州府舒城縣人，明朝政治人物。

## 生平
天啟四年（1624年）甲子科應天鄉試舉人，崇禎元年（1628年）戊辰科三甲第十五名進士。胡守恒和同榜的胡士昌及無錫胡之竑同姓且同鄉，有都稱安定先生，於是通譜。授湖州府推官，擢翰林院編修。崇禎十五年（1642年），張獻忠大軍肆虐江北，連陷潛山、全椒，四月，張獻忠攻舒城，胡守恒和參將孔廷訓等率民共守。後來孔廷訓降敵，三日後城陷落，胡守恒不屈被殺。

## 家族
二十一世祖胡瑗，宋朝政治人物。